# Neroe
Neroe è un album del cantante Scialpi pubblicato dalla RCA nel 1991, che contiene nuove versioni di alcuni noti brani incisi in precedenza dall'artista, più l'inedito A... amare, uscito come singolo che anticipò l'uscita dell'album e riscosse grande successo. 
Gli arrangiamenti delle nuove versioni sono curati da Celso Valli, Elvio Moratto e Stefano Borzi.

## Tracce
Lato A
1. A...amare (Scialpi, E. Moratto)
2. Rocking Rolling (F. Migliacci, M. Goldsand, A. Tamborrelli)
3. Numero 106 (F. Migliacci, A. Summa, G. Guarnieri)
4. No East No West (F. Migliacci, Scialpi, S. Vitale)
5. Il grande fiume (F. Migliacci, S. Borzi, Thoty)

Lato B
1. Pregherei (F. Migliacci, Red, Scarlett, Scialpi)
2. Cani sciolti (F. Migliacci, L. Macchiarella, Thoty)
3. Giò (B. Dati, Scialpi, Thoty, S. Borzi)
4. Cigarettes and Coffee (F. Migliacci, Scialpi)
5. A...amare (Scialpi, E. Moratto) [Extended version])